# روجر فنسنت
روجر فنسنت (بالفرنسية: Roger Vincent)‏ (و. 1878 – 1959 م) هو ممثل، من فرنسا، توفي في باريس، عن عمر يناهز 81 عاماً.

## وصلات خارجية
- روجر فنسنت على موقع IMDb (الإنجليزية)
- روجر فنسنت على موقع ألو سيني (الفرنسية)
- روجر فنسنت على موقع قاعدة بيانات الأفلام السويدية (السويدية)
- روجر فنسنت على موقع قاعدة بيانات الفيلم (الإنجليزية)
- روجر فنسنت على موقع كينوبويسك (الروسية)